# Петър Пигулев
Петър Станев Пигулев е български революционер и политик, кмет на Видин.

## Биография
Роден е в град Видин през 1825 г. Ръководи местния революционен комитет във Видин. В периода 14 декември 1887 – 15 октомври 1890 г. е кмет на града. По време на неговия мандат се построява общинска изба, а местната реална гимназия е превърната в държавна.